# .i2p
.i2p je generická pseudodoména používaná v sítí I2P. Doména není obsažena v kořenových DNS serverech. Veškeré dotazy uživatelů I2P se odesílají na proxy server spuštěný na jejich počítači (127.0.0.1:4444 pro HTTP proxy), který následně DNS dotaz vyhodnotí.

## Příklady
K vidění jsou dva tvary domén:
- afvtspvugtd32rsalxircjglh3fhcjzk7gxrm3gw4s2yrpvzk6wq.b32.i2p[nedostupný zdroj]
- echelon.i2p